# Gwendal Marimoutou

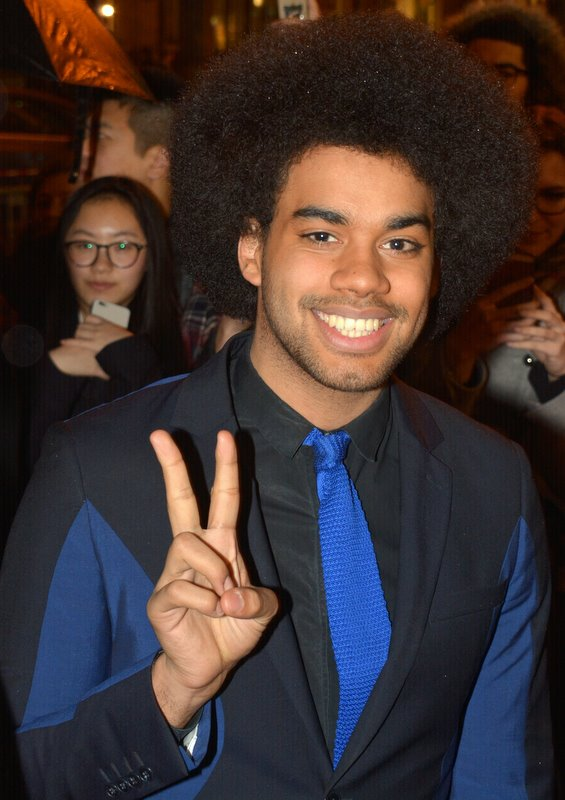
Gwendal Marimoutou (2017)

Gwendal Marimoutou (geb. 15. Juni 1995 in Paris) ist ein französischer Schauspieler und Sänger.

## Leben
Marimoutou ist der Sohn von Gwénola Thépault, einer ehemaligen Managerin einer Rockband, und einem Musiker aus dem französischen Übersee-Département Martinique, der in der Reggaeband Babylons Fighters spielte. Durch das künstlerische Umfeld seiner Familie fand Marimoutou schon früh den Weg zur Bühne. Im Alter von 12 Jahren trat er der Besetzung des Musicals Der König der Löwen bei, wo er seine ersten Schritte in Gesang, Tanz und Schauspiel machte. Er besuchte auch die Lion King School, wo er durch das US-Team des Musicals gefördert wurde. Seine Jugend war von künstlerischen Ambitionen geprägt, und bereits 2009 trat er in der TV-Show La France a un incroyable talent auf, wo er das Halbfinale erreichte. Dies öffnete ihm Türen zu weiteren Auftritten in verschiedenen Theaterproduktionen.

## Wirken
Marimoutou ist vor allem als Sänger und Schauspieler bekannt. Seinen Durchbruch erzielte er 2014, als er in der französischen Ausgabe von The Voice auftrat und einer breiten Öffentlichkeit bekannt wurde. Sein Talent zog die Aufmerksamkeit von France Gall auf sich, die ihn für das Musical Résiste engagierte. Dieses Stück tourte erfolgreich durch Frankreich und festigte seine Stellung im französischen Musiktheater. Neben seiner Theaterarbeit ist Gwendal auch im Film und Fernsehen aktiv. Er spielte im Film Les Profs und hatte Auftritte in der Serie Pop’s Cool. Er übernahm eine Rolle in der tragikomischen Filmproduktion Paradis Paris (2024) unter der Regie von Marjane Satrapi. Zudem engagiert er sich hinter den Kulissen, beispielsweise als künstlerischer Leiter des Nelson Mandela Tribut-Spektakels Madiba.